# NN-25
La carretera NN‑25 es una vía carretera vecinal ubicada en el departamento de Madriz, en el norte de Nicaragua. Tiene una longitud aproximada de 22,4 km y conecta el empalme con la NN-24 cerca de Somoto hasta la comunidad de El Tablón–El Jícaro, sirviendo como acceso esencial para varias aldeas rurales.

## Trazado y cruces
La siguiente tabla resume el recorrido estimado de la NN‑25:
| km    | Localidad / Punto               | Departamento | Conexión / Ruta   |
| ----- | ------------------------------- | ------------ | ----------------- |
| 0,00  | Empalme NN‑24 (cerca de Somoto) | Madriz       | Inicio de la ruta |
| 22,40 | El Tablón–El Jícaro             | Madriz       | Fin de la ruta    |